# René Trehkopf
René Trehkopf (* 8. April 1980 in Altdöbern) ist ein deutscher Fußballspieler.

## Karriere
Trehkopf begann beim SV Calau mit dem Fußballspiel und ging mit 14 Jahren zu Energie Cottbus. In der Saison 1999/2000 schaffte er mit der Mannschaft den Aufstieg in die 1. Bundesliga. Trehkopf absolvierte jedoch nur zwei Spiele und kam in der folgenden Saison (der ersten für Cottbus in der 1. Bundesliga) nur in der 2. Mannschaft zum Einsatz. 2001 wechselte er dann zum Dresdner SC in die Regionalliga Nord, wo er von 2001 bis 2003 54 Spiele (2 Tore) bestritt.
Er hatte schon einen Vertrag mit dem FC Erzgebirge Aue in der Tasche, als er am 1. Juni 2003 indirekt am Aufstieg der Auer beteiligt war. Im vorletzten Spiel der Regionalliga-Saison 2002/03 war er dabei, als sein Dresdner SC gegen FC Erzgebirge Aue mit 1:4 unterlag und seine zukünftigen Mannschaftskollegen auf dem Rasen den Aufstieg feierten.
Nach einer schwierigen Anlaufphase bestritt er am 14. Dezember 2003 sein erstes Zweitliga-Spiel für Aue gegen den VfB Lübeck, als er in der 72. Minute für Rüdiger Rehm eingewechselt wurde. Dann begann sein Aufstieg zum Stammspieler, der nur durch eine Rote Karte im Spiel gegen den 1. FC Nürnberg am 22. Spieltag etwas gebremst wurde.
René Trehkopf absolvierte von 2003/04 bis 2005/06 insgesamt 69 Spiele (5 Tore) in der 2. Bundesliga und erreichte mit dem FC Erzgebirge Aue jeweils gute Platzierungen (8., 7., 7.). Die meisten seiner Tore resultierten aus Freistößen von der halbrechten Position. In der Saison 2006/07 zeigte er schwankende Leistungen und war an 14 Spielen (kein Tor) beteiligt. Nach dem Abstieg der Auer im Jahr 2008 wechselte er zum VfL Osnabrück. Dort konnte er sich aber aufgrund von Verletzungen nie durchsetzen und absolvierte daher kein einziges Spiel für die 1. Mannschaft.
Zur Saison 2009/10 wechselte Trehkopf zu Dynamo Dresden. Er unterschrieb dort einen Einjahresvertrag. Nachdem er von Dynamo Dresden in der Winterpause 2009/10 freigestellt worden war, wechselte er zum Chemnitzer FC. Im Winter 2012 wechselte zurück zu seinem Jugendverein Energie Cottbus in die 2. Mannschaft.
Seit 2014 spielt er für den Lübbener Fußballverein SV Grün-Weiß Lübben.